# Eppo Eppens
Eppo Hindriks Eppens (Scheemda, gedoopt 30 januari 1785 — aldaar, 2 mei 1870) was een Nederlands burgemeester van Nieuwolda.

## Leven en werk
Eppens werd in 1785 in het Groningse Scheemda geboren als zoon van Hindrik Eppes Eppens en Haike Jans. Van 2 januari 1850 tot in de loop van 1852 was hij werkzaam als burgemeester van Nederlandse gemeente Nieuwolda in de provincie Groningen. Op zijn verzoek werd hem in 1852 eervol ontslag verleend.
Eppens trouwde op 20 juli 1821 te Westerlee met Ida Brongers (1789-1874). Hun zoon, Jans Eppens, werd later eveneens burgemeester van Scheemda. 